# 民族大遷徙
民族大迁徙（英語：Migration Period），古希臘羅馬角度稱蠻族入侵（英語：Barbarian Invasions），是欧洲4到7世紀期間发生的一連串民族遷徙運動，這段約四百年的時期史稱「民族大遷徙時代」。
这一系列历史事件发生于羅馬帝國古典时代晚期（公元4-6世纪），一般认为开始于公元375年来自亚洲的匈人入侵欧洲，结束于公元568年伦巴第人彻底征服意大利。这一广泛的迁徙现象是多种因素作用的结果，许多专家对其中不同单因素的影响做出过大量的阐述研究。公元382年，罗马帝国与个别部落就在其领土内定居达成协议，日耳曼诸蛮族中的一支——法蘭克人被获准进入罗马帝国定居，以卫戍帝国的高卢东北边境。（这一支民族后来成立了法兰克王国，这一王国是现代德国、法国的雏形。）随着以汪达尔人和苏维汇人为首的蛮族部落跨过莱茵河，西罗马帝国的统治开始被这些入侵行为所不断动摇。接踵而至的部落间、部落与西罗马帝国居民间的持续纷争使得罗马帝国的权力汇集到日耳曼人以及罗马人的军队当中。
持续衰落之中的西罗马帝国在此期间面临着欧洲内外发生的极为广泛的民族迁徙活动。以日耳曼人、斯拉夫人、匈人为首的外来民族进入了罗马帝国领地内，带来了持续的战争。外来民族的持续入侵最终导致了西罗马帝国的灭亡，但罗马帝国的衰落乃至灭亡究竟是这一系列迁徙活动的起因还是结果尚存争议。东罗马帝国，亦即拜占庭帝国，在这一系列历史事件中受波及程度较小，在西罗马帝国灭亡后还存续了数个世纪，直到1453年奥斯曼土耳其攻破君士坦丁堡方才灭亡。在现代，外族入侵对罗马帝国的覆灭起到的影响往往被强调，因而在谈及民族大迁徙时，往往暗含一定的贬义。西罗马帝国灭亡后的5-6世纪，原先的帝国土地上涌现出许多蛮族王国，是为中世纪欧洲文化塑型之决定性根源。
民族大迁徙中的移民主要由一个个1-2万人的兵团或部落构成，在百年间迁徙的总人数也不超过75万人；与之相对比，罗马帝国总人口估计在3990万人左右。虽然民族迁徙现象在整个罗马帝国时期都屡见不鲜，在19世纪，人们仅仅将公元5-9世纪定义为民族大迁徙时期。这一时期中，日耳曼人是第一批移民者，其中包含哥特人（西哥特人并上東哥德人）、汪达尔人、盎格魯-撒克遜人、法蘭克人等诸多分支民族；匈人、阿瓦尔人、斯拉夫人、保加尔人的西迁使得其不得不再度西迁入罗马帝国的疆域内。
民族大迁徙时期之后也发生过众多具有广泛影响力的民族迁徙活动，如維京人、諾曼人、马扎尔人、摩尔人、突厥人、蒙古人的征服和迁移在北非、伊比利亚半岛、安那托利亞等地有着广泛的影响，但是这些民族迁徙往往不被认为是民族大迁徙的一部分。

## 過程

### 日耳曼人的起源

北欧日耳曼部落的南迁
（公元前750年-公元后100年）
公元前750年之前的日耳曼定居点
公元前750年-公元元年间的新定居点
公元1世纪间的新定居点
公元1世纪以后的新定居点

日耳曼诸族最早定居于斯堪的纳维亚南部和德意志北部，在公元前1000年以前通过两波主要的移民潮逐步南迁到易北河和奧得河之间的土地上。
在第一波日耳曼人移民潮不断南进、西进，从而进入到德意志南部乃至罗马的高卢、山南高卢二省份一带，盖乌斯·马略和尤利烏斯·凱撒阻止了日耳曼人的进一步扩张。这一波移民潮使得在公元前200年以前，凯尔特人被迫西迁至莱茵河一带。罗马历史学家塔西陀以及罗马将军凯撒所遭遇的即是这一波西进移民潮。后一波日耳曼移民潮则是在公元前600-300年期间自斯堪的纳维亚向东、向南迁移至波罗的海南岸至喀尔巴阡山脉附近的维斯瓦河沿岸一带。在塔西陀的时代，参与迁徙且有记载的日耳曼部落包括特恩库特利人、克鲁西人、赫门杜里人和卡狄人等诸部族，但是在这些部落长期的联姻和联盟后，其逐步演化为如今更为熟知的阿勒曼尼人、法蘭克人、撒克遜人、弗里斯兰人和图林根人，亦即后来参与民族大迁徙的主要民族。

### 日耳曼等诸民族迁徙与西罗马帝国的覆灭
前100年左右，羅馬帝國以萊茵河與多瑙河為界，建立起一套「limes」邊防體系，將「文明」與「蠻族」分隔開來為因應邊疆壓力，分為邊防軍（limitanei）與機動軍（comitatenses）。許多日耳曼部族被納入羅馬邊疆管理體系雙方簽訂條約（foedus），成為半附庸型態的民族單位。隨著傭兵化加劇，許多蠻族王公貴族的子弟進入羅馬當人質，接受拉丁教育、成為羅馬軍官（如西哥德王亞拉里克一世、汪達爾王蓋薩里克），忠誠轉向蠻族將軍個人而非帝國本身，比起蠻族的羅馬化當時「蠻族化的羅馬」更快發生。
公元376年，在与匈人的战斗后瑟文吉人（Tervingi，即西哥德人的一支）向羅馬請求庇護于进入罗马帝国领土，羅馬雖同意哥德人進入，但官僚腐敗與壓榨物資。在马尔恰诺波利斯附近不久后，瑟文吉首领佛瑞提根的使节在与罗马将军卢皮奇努斯会晤时被杀害，引起了哥德人起義（378年阿德里安堡戰役，東羅馬皇帝瓦倫斯戰死）。
378年阿德里安堡戰役，成為羅馬軍事威信與戰略信心崩潰的關鍵節點，象徵羅馬再也無法單方面主導與蠻族的邊界互動。原本被當作邊防軍（limitanei）的蠻族，開始以自我武力為憑，強行進入帝國內部、奪取土地與資源，甚至最終建立起屬於自己的王國。他们最终入侵了意大利并在410年洗劫了罗马；此后，他们开始定居于高卢，在50年后拓展到伊比利亚，并成立了存续了将近250年的西哥特王国。紧随哥特人侵入罗马领地的是其在奧多亞塞的指挥下赫鲁利人、鲁吉人和斯基里人所组成的同盟军。476年9月4日，西罗马亡国之君罗慕路斯·奥古斯都被奧多亞塞所废黜。随后，狄奧多里克大帝统帅下的東哥德人迁入了意大利定居。在高卢，已经和罗马人结盟数个世纪的法兰克人也开始于5世纪逐步侵占罗马领土，在法兰克首领希尔德里克一世集权手段和其子克洛维一世在公元486年取得的对斯雅戈里烏斯的决定性军事胜利之后，法兰克人自封为罗马北部高卢的统治者。在成功抵御阿勒曼尼人、勃艮第人、西哥特人的进攻之后，法兰克王国成为了高卢土地上的核心力量，其王国成为了后来法国和德国的雏形。同时，随着盎格鲁-撒克逊人开始定居不列颠，罗马帝国不得不结束对不列颠的统治。勃艮第人也在此期间定居到了意大利西北部、瑞士、法兰西东部。
- 匈人自一世纪起逐步自中亚地区西迁进入欧洲，在公元375年起开始与日耳曼等民族开始冲突
- 西迁的匈人所到之处，西至如今德国法国北部，南至巴尔干与北高加索，其势力范围内的原住民族不得不西迁或者南迁。  日耳曼、匈人等民族迁入罗马帝国疆域内可分为两个阶段。第一阶段发生于公元300-500年期间，为部分希腊语和拉丁语历史文献所佐证，却缺乏考古学证据的支撑。这一阶段中，日耳曼民族被纳入西羅馬帝國领地的管制当中。[14]
- 艺术家笔下所描绘的与阿兰部落战斗的匈人。击溃阿兰人的匈人长驱向西，进一步扩张。
- 法国艺术家德拉克洛瓦笔下的匈人领袖阿提拉。阿提拉带领匈人击败了大量欧洲部族，组建了短命但是庞大的横跨欧亚的匈人帝国。

### 东欧的斯拉夫化和两大宗教的碰撞

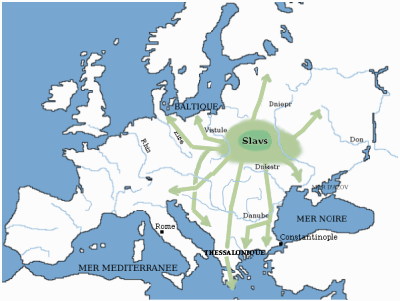
早期斯拉夫人在5-10世纪的迁徙

民族大迁徙的第二阶段发生于公元500-700年左右，此期间斯拉夫部落逐步迁徙入中欧更广阔的土地中，并且逐步扩张至东欧和南欧，使得欧洲的东部斯拉夫化。此外，阿瓦尔人在内的突厥部落也参与了这一阶段。567年，阿瓦尔人和伦巴第人摧毁了大部分的格皮德王国。6世纪期间，伦巴底人与其赫鲁利人、苏维汇人、格皮德人、图林根人、保加尔人、萨尔马提亚人和撒克遜人的盟友们定居到了意大利。巴伐利亚人和法兰克人紧随其后进入意大利，且法兰克人成功征服并统治了意大利的多数土地。保加尔人最初是2世纪时北高加索东欧大草原的游牧部落，随着可萨人西迁入东罗马帝国疆域，占据了下多瑙河一带的东罗马帝国土地，成立了保加利亚帝国。自此之后，巴尔干半岛的人口被不可逆地斯拉夫化，但仍然有希腊人和阿尔巴尼亚人在内的不少本土民族幸免于西南巴尔干的深山中。
阿拉伯人和拜占庭帝国开战早期（7世纪晚期到8世纪早期）, 阿拉伯军队试图透过小亚细亚侵入巴尔干半岛，却为拜占庭和保加尔人的联军挫败于君士坦丁堡。在可萨人和阿拉伯人的持续战争中，可萨人阻止了跨过高加索山脉征服欧洲（7-8世纪）。与此同时，摩尔人（包含阿拉伯人和柏柏尔人）却成功越过直布罗陀海峡取道伊比利亚半岛侵入了欧洲，并在西班牙成立了倭马亚王朝。这些战斗为后面的一千多年划分了基督教世界和穆斯林世界的边界。在此后的多个世纪，穆斯林们节节胜利，最终于902年从基督徒手中夺取了西西里的大部分地区。
895年左右开始的匈牙利征服喀尔巴阡盆地以及8世纪晚期开始的維京擴張则是民族大迁徙时期的最后一批大规模人口迁移。民族大迁徙中的非伊斯兰的移民在迁移后逐步基督教化，融入到了基督教统治下的中世纪欧洲秩序当中。

## 历史探讨

### 民族大迁徙与欧洲文明

#### 学界用词的分歧
公元476年，西羅馬帝国最后一任皇帝被入侵的蛮族废黜，這標誌著歐洲中世紀（所謂的「黑暗時代」）的開始。然而這傳統的「文明的衰頹、野蠻的勝利」史觀近年受到不少學者的挑戰。
不同国别的学者也对民族大迁徙本身对欧洲文明的影响各执一词。法国和意大利的学者是受到羅馬的影響較大，倾向于将民族大迁徙视为一场大灾难，认为其摧毁了文明，使得欧洲倒退了千年，歐洲比起同時期阿拉伯、印度和中國都要頹廢得多，中古時代科技和發展也都從師東方。但是英国和德国的学者主要是日耳曼蠻族的後代，倾向于认为蛮族和罗马人之间的互动，使得倾颓无力的精緻地中海文明，被更为阳刚尚武且更北欧化的勇猛文明取代，這樣的大趨勢是人民的選擇。另一方面，比起蛮族入侵，德意志和斯拉夫学者居住在導致本次大混亂的匈人帝國上，他們倾向于客觀的使用迁徙或者移民（德語：Völkerwanderung）来形容这一系列事件。

#### 罗马衰落导致蛮族入侵之观点
学者盖伊·哈尔索尔认为蛮族入侵是罗马帝国衰落的结果，而非其原因。考古证据显示，日耳曼和斯拉夫部族实际上是定居的农耕者。他们之所以在事件中如此瞩目，可能只是因为其被卷入了已经分崩离析的罗马帝国的复杂政治之中。三世紀危機极大地改变了东西罗马帝国的政治经济文化面貌。特别是经济的碎片化使得帝国的政治、经济、文化的凝聚力不断下降。罗马帝国的乡村人口疏离了城市，边境两侧的农民开始变得难以区别，外籍雇佣军在帝国内被广泛用以防御，都使得在蛮族社会在罗马化的同时，罗马社会也开始蛮族化。例如，罗马帝国本身在建立边境蛮族部族方面起到了重要的作用。通过帝国的资助与扶持，不同的蛮族部族被用以羁糜其他敌对蛮族部落。然而帝国衰落的经济使得资助不再，依赖帝国支持的部落难以为继，而匈人的到来则令不少部族为了经济利益入侵罗马省份。

#### 帝国内各地的处境
罗马帝国疆域内不同地区所面临的情形千差万别。例如在阿基坦，当地经济基本可以自给自足。盖伊·哈尔索尔声称当地的统治者仅仅将兵权交给了東哥德人，以换取其认同。而在高卢，帝国的衰落导致了无政府状态，法兰克人和阿勒曼尼人被卷入权力真空中，从而引起了战斗。在西班牙，当地的贵族维持了一段时间的独立管治，养蓄了自己的军队以对抗汪达尔人。在英格兰，罗马人的撤离使得日耳曼蛮族中的撒克遜人与当地土生的布立吞人发生了斗争，而布立吞人不得不西迁至威尔士一带。在东罗马，拜占庭仍然试图透过零散分布的以当地民兵为支柱的帝国武装来维系对巴尔干省份的控制，大费周折地重新强化多瑙河边境的防御，但是这项雄心勃勃的防御强化计划以失败告终，且恶化了当地民众的生存处境，反倒使得斯拉夫人得以殖民当地。

### 日耳曼民族/文化认同
民族大迁徙中的日耳曼民族曾被认为是现代日耳曼民族的起源，但学界对蛮族和日耳曼民族之间的关系有所质疑。

### 匈奴和匈人的关系
匈人入侵東歐與中國歷史上記載的匈奴西遷，在地理及時間上大致吻合；但对于匈人与匈奴人是否同源，学界一直未有定论。無論匈人來源為何，在其入侵歐洲后，包括東哥特人、西哥特人、汪達爾人、勃艮第人、倫巴底人、法蘭克人、盎格魯薩克遜人和其他日耳曼人及斯拉夫等民族相继西遷，導致罗马帝国对领地的控制力不断下降，最终导致西羅馬帝國的灭亡，中古歐洲的誕生。

## 气候变化的影响
在差不多的時間，中國也發生五胡十六國等北方民族入侵事件，许多历史研究指出氣候變遷因素，比如說535–536年间出现过长时间极端反常气候。这段寒冷期亦可在树的年轮和冰芯中得到验证，但是这一极端气候对民族大迁徙的具体影响还尚有争议。

## 参阅书目
- Barford, Paul M, , Cornell University Press, 2001, ISBN 0-8014-3977-9
- Börm, Henning (2013), Westrom. Von Honorius bis Justinian, W. Kohlhammer, ISBN 978-3-17-023276-1
- Curta, Florin. . Cambridge: Cambridge University Press. 2001  [2018-07-06]. ISBN 9781139428880. （原始内容存档于2017-10-19）.
- Curta, Florin. . Cambridge: Cambridge University Press. 2006  [2018-07-06]. ISBN 9780521815390. （原始内容存档于2017-10-19）.
- Dumville, David, , Aldershot, Hampshire: Variorum, 1990
- Geary, Patrick, , Princeton Paperbacks, 2003, ISBN 0-691-11481-1
- Fouracre, Paul (编), , Cambridge University Press, 2006, ISBN 0-521-36291-1
- Halsall, Guy, , Fouracre, Paul  (编), , Cambridge University Press, 2006, ISBN 0-521-36291-1
- Halsall, Guy, , Cambridge University Press, 2008, ISBN 0-521-43491-2
- Heather, Peter J, , Wiley-Blackwell, 1998, ISBN 0-631-20932-8
- Kleineberg, A.; Marx, Chr.; Knobloch, E.; Lelgemann, D.: Germania und die Insel Thule. Die Entschlüsselung von Ptolemaios' "Atlas der Oikumene". WBG 2010. ISBN 978-3-534-23757-9.
- Kulikowski, Michael, , Cambridge University Press, 2007, ISBN 0-521-84633-1
- Noble, Thomas; Goffart, Walter, , Routledge, 2006, ISBN 0-415-32742-3
- Pohl, Walter, , Little, Lester K; Rosenwein, Barbara  (编), , Wiley-Blackwell, 1998, ISBN 1-57718-008-9
- Todd, Malcolm, , Blackwell Publishing, ISBN 0-631-19904-7
- Wolfram, Herwig, , München: C. H. Beck, 2001